# Glyphodes toulgoetalis
Glyphodes toulgoetalis is een vlinder uit de familie van de grasmotten (Crambidae). De wetenschappelijke naam van deze soort is voor het eerst voorgesteld als Diaphana toulgoëtalis door Hubert Marion in een publicatie uit 1954.

## Verspreiding
De soort komt voor op het eiland Mayotte van de Comoren en in Madagaskar.

## Waardplanten
De rups leeft op soorten van de geslachten Ficus en Lonicera en op Solanum wendlandii.